# Trigonidium riopalenquense
Trigonidium riopalenquense är en orkidéart som beskrevs av Dodson. Trigonidium riopalenquense ingår i släktet Trigonidium och familjen orkidéer. Inga underarter finns listade i Catalogue of Life.